# Município de Egypt (condado de Yancey, Carolina do Norte)
O município de Egypt (em inglês: Egypt Township) é um localização localizado no  condado de Yancey no estado estadounidense da Carolina do Norte. No ano 2010 tinha uma população de 585 habitantes.

## Geografia
O município de Egypt encontra-se localizado nas coordenadas 35° 59′ 02,4″ N, 82° 24′ 28,48″ O.